# Atari Corporation
Atari Corporation foi uma fabricante norte-americana de computadores domésticos e console de jogos eletrônicos fundada em julho de 1984, quando a WarnerMedia vendeu as divisões de computadores domésticos e de console de jogos da Atari, Inc. para Jack Tramiel. Seus principais produtos foram o Atari ST, computadores Atari de 8-bits, Atari 7800, Atari Lynx e Atari Jaguar.
A empresa fez uma fusão reversa com a JTS, Inc. em 1996, tornando-se uma pequena divisão, que fechou depois que a JTS vendeu sua propriedade intelectual para a Hasbro Interactive em 1998.

## História
A empresa foi fundada pelo fundador da Commodore International, Jack Tramiel, logo após sua renúncia à Commodore em janeiro de 1984. Inicialmente chamada Tramel Technology, Ltd. (TTL), o objetivo da empresa era projetar e vender um computador doméstico de próxima geração. Em 1 de julho de 1984, a TTL comprou os ativos da Atari S.A. da divisão de consumidores da WarnerMedia, e a TTL foi renomeada como Atari Corporation. A Warner vendeu a divisão por 240 milhões de dólares em ações sob a nova empresa.
Para deter as perdas maciças que a Atari, Inc. vinha produzindo sob a propriedade da Warner, a Tramel fechou quase todas as suas 80 filiais domésticas, demitindo a equipe e liquidando o estoque. Sob a propriedade de Tramiel, a Atari usou o estoque restante de console de jogos para manter a empresa em funcionamento enquanto eles terminavam o desenvolvimento de seu sistema de computador de 16 bits, o Atari ST. Em 1985, eles lançaram sua atualização para a linha de computadores de 8 bits — a série Atari XE, bem como a linha Atari ST de 16-bits. Então, em 1986, a Atari Corp. lançou dois consoles projetados quando a Atari estava sob o controle da Warner: Atari 2600 Jr. e Atari 7800 (que tiveram um lançamento limitado em 1984). A Atari Corp. recuperou, produzindo um lucro de US$ 25 milhões em 1986. A linha Atari ST mostrou-se muito bem-sucedida (principalmente na Europa, não nos EUA), vendendo mais de 5 milhões de unidades. Suas portas MIDI embutidas o tornaram especialmente popular entre os músicos. Ainda assim, seu concorrente mais próximo no mercado, o Commodore Amiga, superou em 3 a 2. A Atari finalmente lançou uma linha de computadores compatíveis com IBM PC e um computador palm compatível com MS-DOS, chamado Atari Portfolio.
Atari, sob Tramiel, tinha uma má reputação no mercado. Em 1986, colunista da revista Atari ANALOG Computing alertou que a executivos da empresa pareciam emular "negociações duras" de Tramiel, "algumas vezes colocando tudo em risco", resultando em mau serviço ao cliente e documentação, e datas de lançamento de produtos que "talvez não sejam totalmente verdadeiros... logo logo, você não acreditará em nada que eles dizem. " Ele concluiu: "Acho que a Atari Corp. deveria começar a considerar como eles são percebidos pelo público que não usa a Atari". A empresa, no entanto, era muito mais aberta à imprensa do que seu antecessor, Atari Inc., que se recusou a deixar a Antic visualizar os próximos anúncios e até se opôs à revista que imprimia a palavra "Atari" em suas edições.
Em 23 de agosto de 1987, a Atari concordou em comprar a Federated Group por US$ 67,3 milhões. Em 4 de outubro de 1987, a Atari concluiu a aquisição e ganhou controle total de suas próprias lojas de varejo. No último trimestre de 1987, a Federated perdeu US$ 6,4 milhões nas operações diárias. Uma auditoria pós-aquisição terminou em 15 de fevereiro de 1988 e identificou US$ 43 milhões em ajustes no balanço da Federated, muito mais do que a Atari previa. O patrimônio líquido de sua aquisição foi reduzido em US$ 33 milhões. Mais tarde, o diretor financeiro da Atari afirmou que nunca teria feito o acordo se soubesse na época. As perdas operacionais da Federated aumentaram, atingindo US$ 67 milhões em seu primeiro ano completo com a Atari em 1988. O FBI iniciou uma investigação da Atari em maio do mesmo ano em busca de um esquema em andamento envolvendo a importação e revenda lucrativa de chips DRAM japoneses nos EUA, "em violação às leis de importação dos EUA e contrárias aos acordos de importação". Em março de 1989, a Atari anunciou que trataria a Federated como uma operação descontinuada e cobrou uma taxa adicional de US $ 57 milhões. A federada acabou sendo vendida para a Silo em 1989.

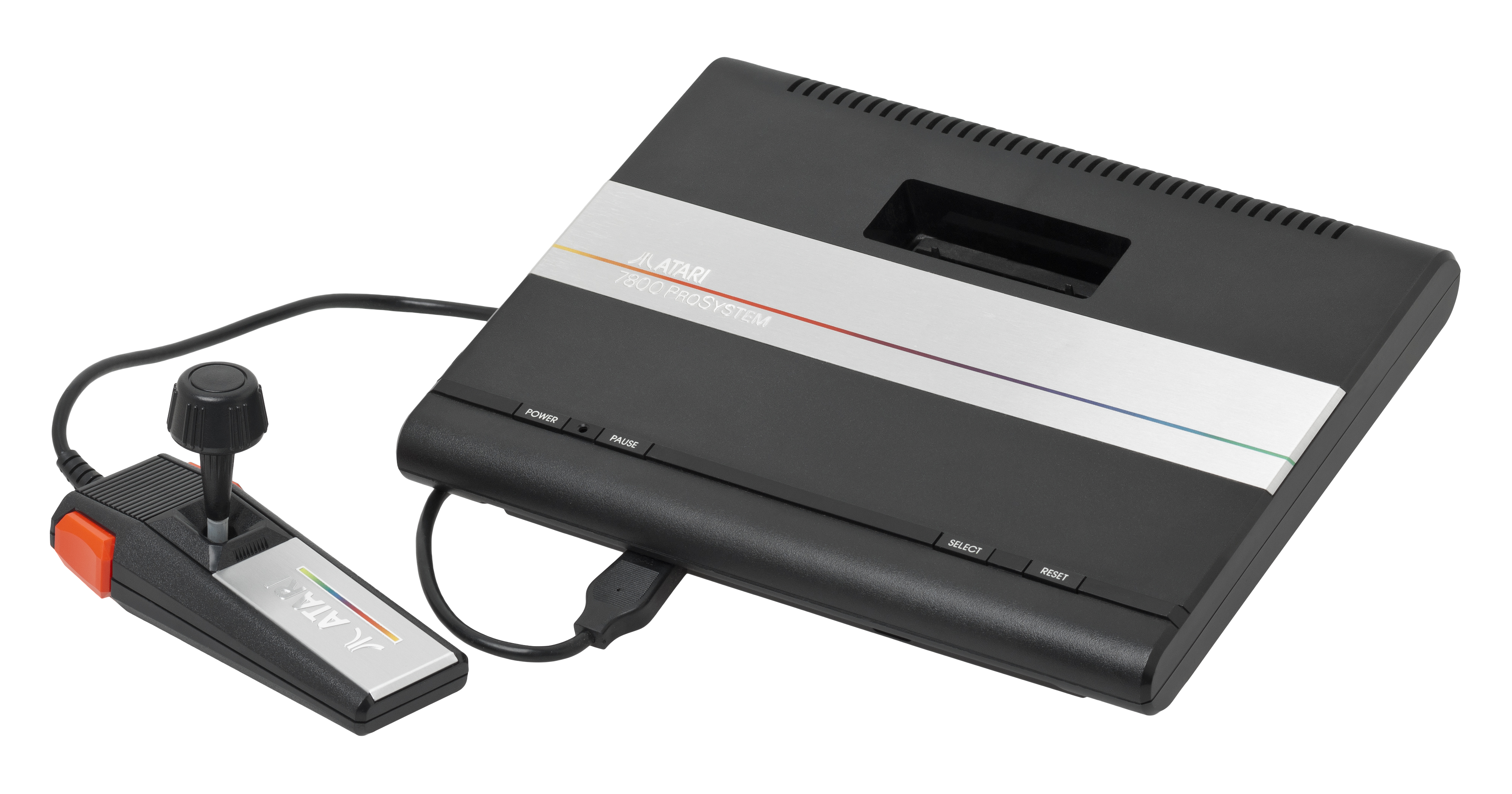
Atari 7800

Em 1988, Stewart Alsop II disse que a Atari estava entre várias empresas que "já foram eliminadas" do mercado de Apple, IBM/Microsoft e outras, mas as vendas da Atari atingiram seu pico naquele ano, em 452 milhões de dólares.
Em 1989, a Atari lançou o Lynx, um console portátil com gráficos coloridos, para elogios da crítica. No entanto, a escassez de peças impediu que o sistema fosse lançado em todo o país para a temporada de Natal de 1989; o Lynx perdeu participação de mercado para o Nintendo Game Boy, que possuía apenas uma tela monocromática, mas com uma duração de bateria muito melhor, e estava amplamente disponível.
À medida que a sorte dos computadores da Atari desaparecia, os videogames tornaram-se novamente o foco principal da empresa. Em 1993, a Atari lançou seu último console, o Jaguar. O Jaguar foi um dos primeiros consoles de jogos de quinta geração, mas devido principalmente a uma biblioteca de jogos com baixa quantidade e qualidade, não foi capaz de competir efetivamente contra os consoles de quarta geração existentes, bem como o Sega Saturno e PlayStation Um posteriormente em sua vida útil.
A Atari sofreu uma perda líquida de 49,6 milhões de dólares em 1995, com 27,7 milhões de dólares em perdas apenas no último trimestre do ano. Tentando proteger suas apostas, em janeiro de 1996, a Atari anunciou a formação de uma nova subsidiária, a Atari Interativa, que seria dedicada à publicação de jogos para PC. No entanto, a Atari abandonaria seu interesse no software Jaguar e PC dentro de alguns meses.

### Consequências

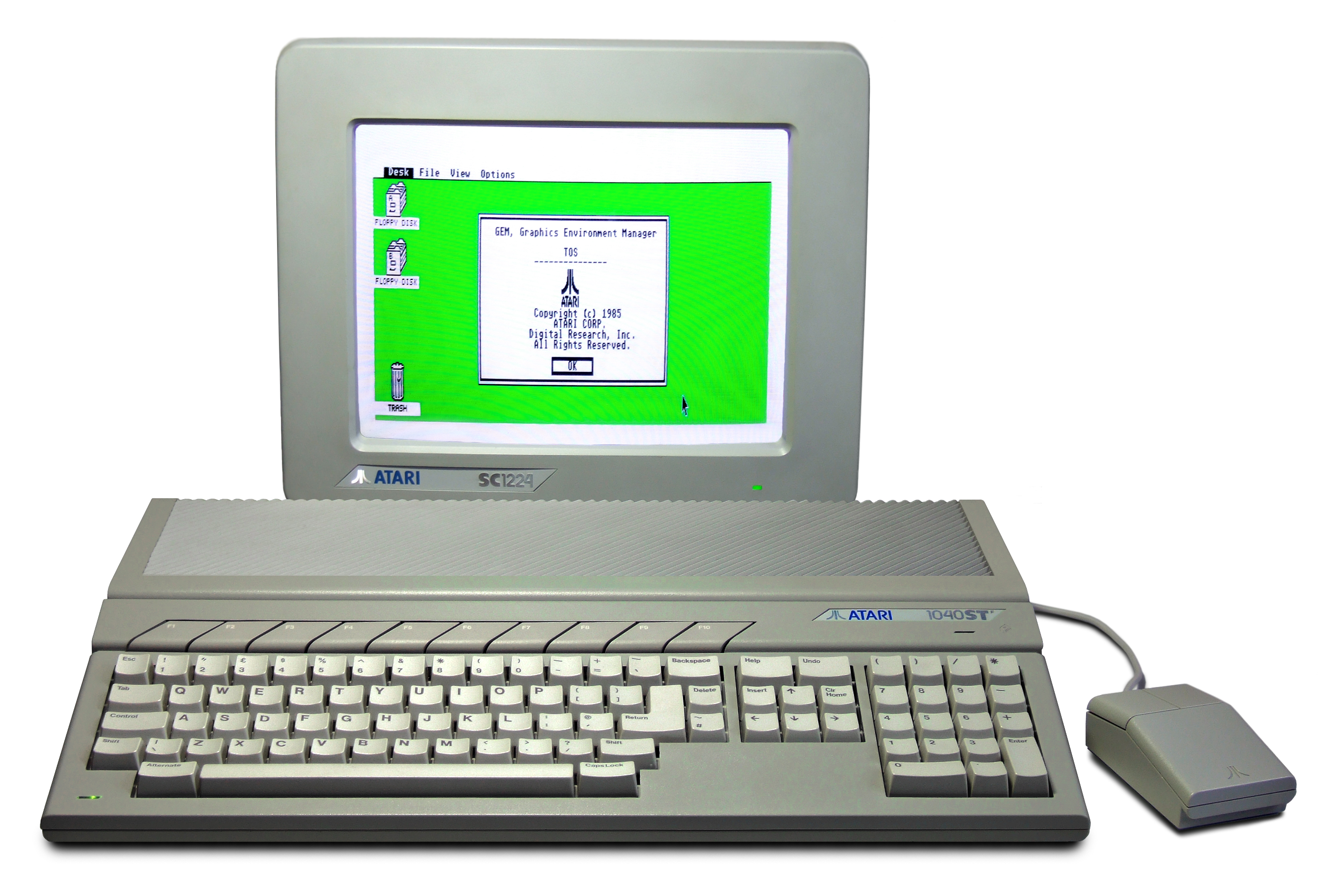
Atari ST

No final de janeiro de 1996, uma série de processos bem-sucedidos seguidos de investimentos lucrativos haviam deixado a Atari com milhões de dólares no banco, mas, devido ao fracasso comercial da Jaguar, não havia novos produtos para vender. Além disso, a família Tramiel queria se afastar dos negócios, resultando em uma rápida sucessão de mudanças de propriedade. Em 12 de fevereiro de 1996, a Atari concordou em fazer uma fusão reversa com a JTS, Inc., fabricante de unidades de disco rígido de vida curta, para formar a JTS Corporation; a fusão foi concluída em 30 de julho. O papel da Atari na nova empresa tornou-se amplamente titular das propriedades da Atari; a maioria dos funcionários da Atari foi demitida ou renunciou, e o restante foi transferido para a sede da JTS.
Em 13 de março de 1998, a JTS Corporation vendeu o nome Atari e todas as suas propriedades para a HIAC XI, S.A., uma subsidiária integral da Hasbro Interactive, por 5 milhões de dólares, menos de um quinto do valor pago pela WarnerMedia 22 anos antes. A transação envolveu principalmente a marca e os direitos de propriedade intelectual, que seriam da divisão Atari Interactive da Hasbro; todos os direitos ao Jaguar, no entanto, foram liberados ao domínio público em 14 de maio de 1999. Em 29 de janeiro de 2001, a Hasbro Interactive, juntamente com a Atari Interactive, foi comprada pela Infogrames, renomeando-se Infogrames Interactive e, em seguida, assumiu seu nome atual em 2003 após sua fusão com a Atari Interactive, estabelecida pela Hasbro. ; Atualmente, a Atari Interativa, através da Atari S.A., continua detendo e licenciando todas as marcas registradas da Atari, além de produzir muitos jogos novos, alguns baseados nas propriedades originais da Atari, até os dias de hoje.

## Lista de produtos

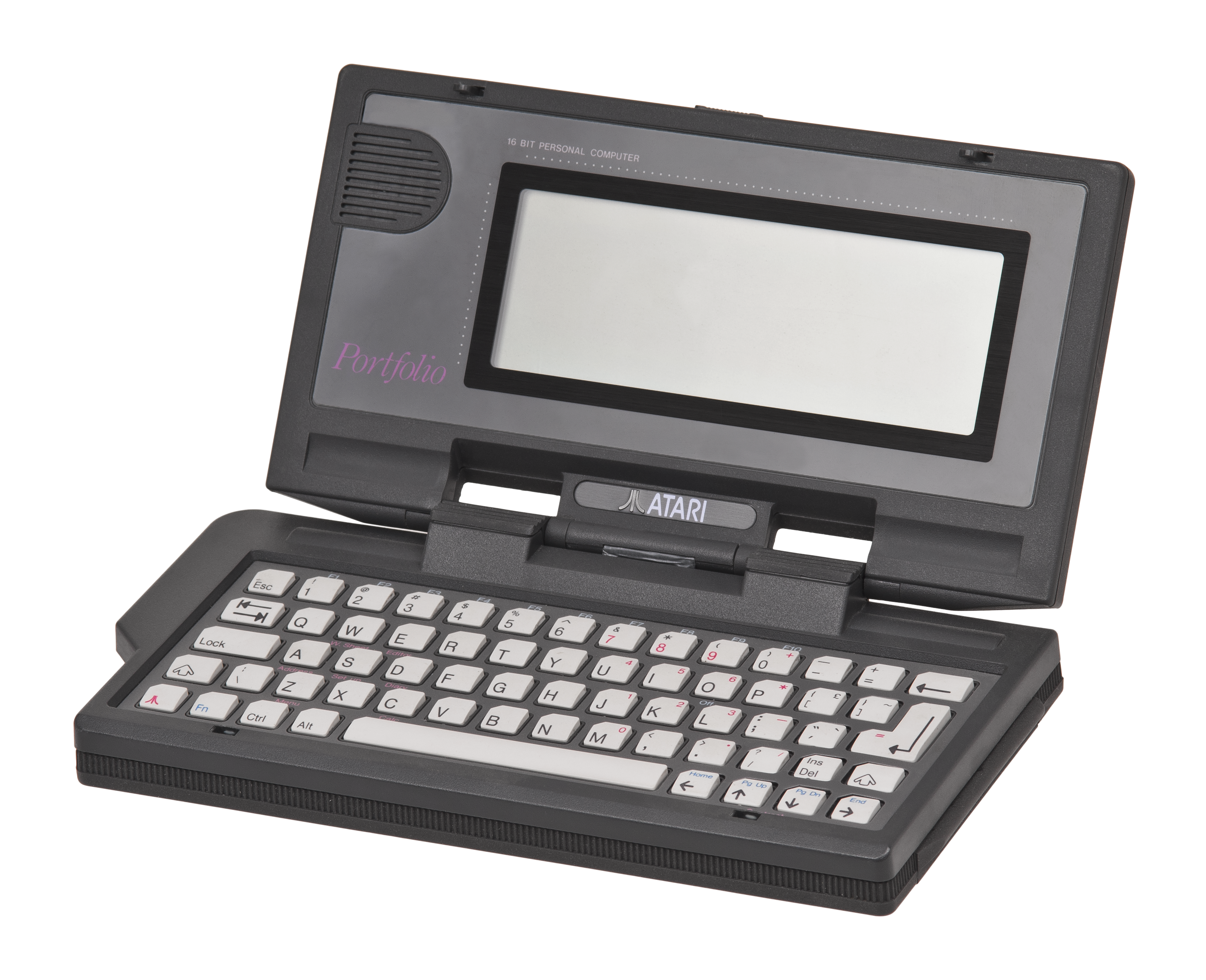
Atari Portfolio

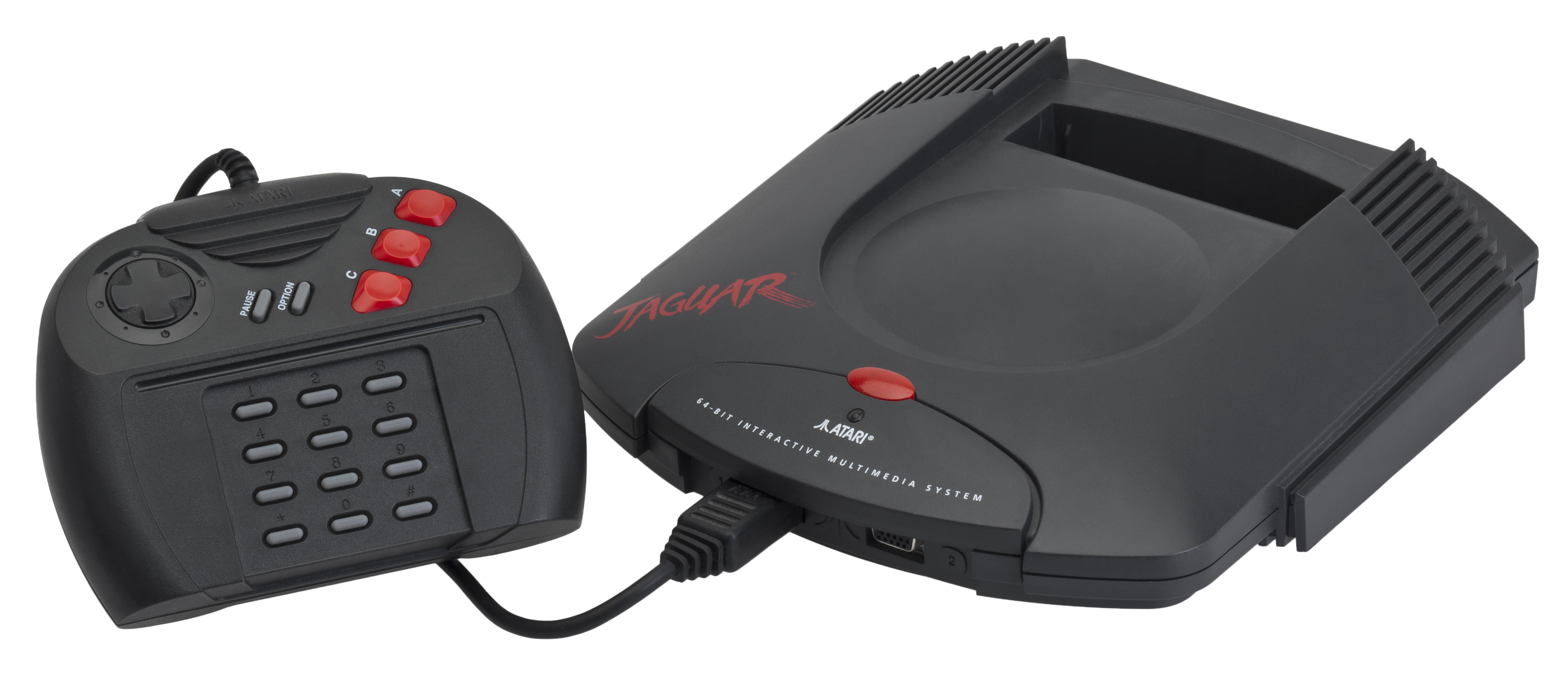
Atari Jaguar

- Atari ST (1985)
  - Atari STacy (1989)
  - Atari TT030 (1990)
  - Atari MEGA STE (1991)
  - ST BOOK (1991)
  - Atari Falcon (1992)
- Série Atari XE (1985)
  - Atari XEGS (1987)
- Atari 7800 (1986)
- "Atari 2600 Jr." (1986)
- Portfólio Atari (1989)
- Atari Lynx (1989)
- Atari Panther (cancelado)
- Atari Jaguar (1993)
  - Atari Jaguar CD (1995)